# Angela Gotelli
Angela Gotelli (Albareto, 28 febbraio 1905 – Albareto, 21 novembre 1996) è stata una politica e partigiana italiana e una delle 21 donne elette all'Assemblea costituente italiana.

## Biografia
Nacque nella frazione di San Quirico da Domenico, medico, e da Tullia Fattori. Laureatasi col massimo dei voti e la lode con una tesi su San Bernardino da Siena e impegnata nell'apostolato sociale nell'ambito delle organizzazioni cattoliche, fu presto nominata delegata della FUCI per l'Italia del Nordest e vinse un concorso per l'insegnamento delle lettere classiche presso il ginnasio di Trieste.
Nell'anno accademico 1922/1923 strinse amicizia con la beata Itala Mela presso la Facoltà di Lettere dell'Università di Genova, condividendo con quest'ultima il convito di Nostra Signora della Purificazione nel capoluogo ligure. In tale periodo conobbe anche Franco Costa e Luigi Pelloux.
Nel 1943 partecipò alla stesura del Codice di Camaldoli. Prese parte alla Resistenza italiana come partigiana, impegnandosi nella lotta di liberazione nel parmense. Nel 1945 trasferitasi a Roma, nel 1946 lavorò quindi a fianco di Giuseppe Lazzati e Giorgio La Pira, Amintore Fanfani, Giuseppe Dossetti, aderendo anche al gruppo del "Porcellino".
Il 6 febbraio 1947 fu chiamata a far parte della commissione ristretta di 75 membri designata dai costituenti e, con Nilde Iotti, prese parte alla prima sottocommissione per i diritti e i doveri dei cittadini.
Fu eletta alla Camera dei deputati per tre successive legislature, nel 1948, nel 1953 e nel 1958, ricoprì incarichi di rilievo: sottosegretario alla Sanità nel Governo Fanfani II e nel Governo Tambroni e al Lavoro nel Governo Segni II, diventando la terza donna sottosegretario nella storia del Paese. Dal 1951 al 1958 fu sindaco di Albareto.